# توماش كوبيتش
توماش كوبيتش (بالبولندية: Tomasz Kupisz)‏ (مواليد 2 يناير 1990 في رادوم - بولندا) لاعب كرة قدم بولندي يلعب حاليا لصالح نادي الدرجة الممتازة ويجان أتلتيك الإنجليزي منذ 2007 في مركز الجناح كما يجيد اللعب في مركز المهاجم .

## روابط خارجية
- توماش كوبيتش على موقع قاعدة بيانات كرة القدم.إي يو (الإنجليزية)
- توماش كوبيتش على موقع ناشيونال فوتبول تيمز (الإنجليزية)
- توماش كوبيتش على موقع Soccerbase.com (لاعب) (الإنجليزية)
- توماش كوبيتش على موقع Soccerway.com (الإنجليزية)
- توماش كوبيتش على موقع عالم كرة القدم.نت (الإنجليزية)
- توماش كوبيتش على موقع كووورة
- توماش كوبيتش على موقع AS.com (الإسبانية)